# Kasteel Lacourt

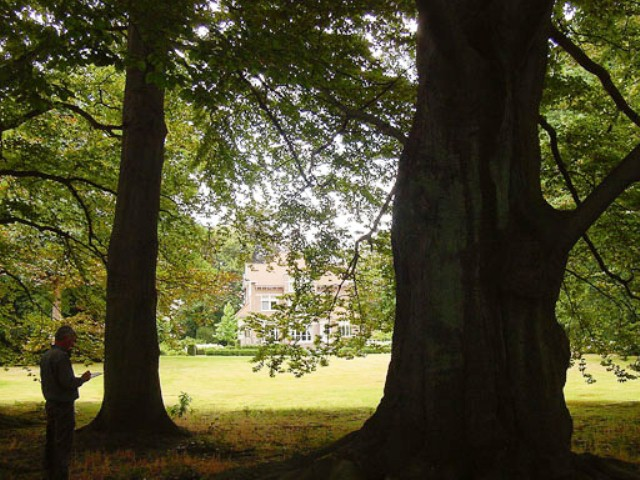
Kasteel Lacourt

Het kasteel Lacourt is een kasteel in de tot de Vlaams-Brabantse gemeente Zemst behorende plaats Hofstade, gelegen aan de Tervuursesteenweg 183.

## Geschiedenis
Hier was een landgoed van Louis de Meester de Tilbourg. Omstreeks 1866 kwam het aan graaf Alfred Cornet d'Elzius de Peissant. Deze bezat ook het Kasteel Van den Nieuwenhuizen en had ook de landbouwgrond tussen zijn beide kastelen aangekocht. In 1885 werd het kasteel gerenoveerd en vergroot.
Tijdens de Eerste Wereldoorlog werd het kasteel bij oorlogshandelingen verwoest door brand. In 1930 werd het puin geruimd. Het dienstgedeelte en onder meer de moestuin werd verkaveld voor woningbouw. Het park werd verkocht aan René Lacourt en deze liet er in 1934 een villa in cottagestijl bouwen, de Villa All Right.